# Quinter
Quinter är en ort i Gove County i Kansas. Vid 2020 års folkräkning hade Quinter 929 invånare.